# 半棘筋
| 所在分類: | 骨格筋   |
| 支配神経: | 脊髄神経 |

| 体幹筋   |
| 背部の筋 |
| 棘背筋   |
| 長背筋   |
| 横突棘筋 |

半棘筋の位置

半棘筋（はんきょくきん、英語: semispinalis、ラテン語: musculus semispinalis）は、横突棘筋のうち、最も上側に位置する筋肉である。
半棘筋は、更に頸半棘筋 (musculus semispinalis cervicis)、頭半棘筋 (musculus semispinalis capitis)、胸半棘筋 (musculus semispinalis thoracis) の、3筋に分類される。